# William Moore (Radsportler)
William „Willi“ Moore (* 2. April 1947 in Liverpool) ist ein ehemaliger britischer Radrennfahrer und nationaler Meister im Radsport.

## Sportliche Laufbahn
Moore bestritt Bahnradsport und Straßenradsport. Er war Teilnehmer der Olympischen Sommerspiele 1972 in München. Dort gewann Moore mit Michael Bennet, Ian Hallam und Ronald Keeble in der Mannschaftsverfolgung die Bronzemedaille.
Im Bahnradsport wurde er 1972 und 1973 britischer Vize-Meister in der Einerverfolgung hinter Ian Hallam. 1973 holte er bei den UCI-Bahn-Weltmeisterschaften in der Mannschaftsverfolgung gemeinsam mit Rik Evans, Michael Bennett und Ian Hallam die Silbermedaille. Bei den Commonwealth Games 1974 gewann er Silber in der Einerverfolgung hinter Hallam. In der Mannschaftsverfolgung gewann er mit Mick Bennett, Rik Evans und Ian Hallam die Goldmedaille. In jener Saison siegte er auch in dem traditionsreichen Muratti Gold Cup.
1969 wurde er Dritter der nationalen Meisterschaft im Einzelzeitfahren hinter dem Sieger Alf Engers. In der nationalen Meisterschaft im Straßenrennen wurde er 1974 Zweiter. In der Tour of the Peaks 1971 kam er auf den 2. Platz. Im Straßenradsport gewann Moore zudem eine Reihe von Eintagesrennen, Kriterien und kürzeren Etappenrennen. Alle Siege holte er in britischen Straßenradrennen.